# Port lotniczy Gambela
Port lotniczy Gambela (kod IATA: GMB, kod ICAO: HAGM) – etiopskie lotnisko obsługujące Gambelę.

## Linie lotnicze i połączenia
| Linia Lotnicza     | Kierunek       |
| ------------------ | -------------- |
| Ethiopian Airlines | 1. Addis Abeba |